# ويليام جونسون (سياسي)
ويليام جونسون (بالإنجليزية: William Johnson)‏ هو صانع هياكل سيارات ونقابي وسياسي أسترالي، ولد في 1871 في أستراليا، وتوفي في 30 يوليو 1916 بإتابلس في فرنسا. حزبياً، نشط في حزب العمال الأسترالي. وقد انتخب عضو مجلس النواب الأسترالي عن دائرة Division of Robertson ‏ (13 أبريل 1910 – 31 مايو 1913).